# NGC 6740
NGC 6740 ist eine Spiralgalaxie vom Hubble-Typ Sb im Sternbild Leier, welche 204 Millionen Lichtjahre von der Milchstraße entfernt ist.
NGC 6740 wurde am 28. Juni 1864 vom Astronomen Albert Marth entdeckt.